# Mohammad Ali Dschamalzade

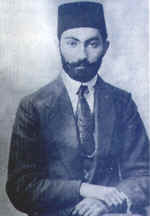
Mohammad Ali Dschamalzade, 1915

Mohammad Ali Dschamālzāde oder Dschamālsādeh (auch Djamalzadeh oder Jamalzade, persisch محمدعلی جمال‌زاده, DMG Moḥammad-ʿAlī Ǧamāl-Zāde; * 13. Januar 1892 in Isfahan; † 8. November 1997 in Genf) war ein iranischer Autor und Jurist.

## Leben

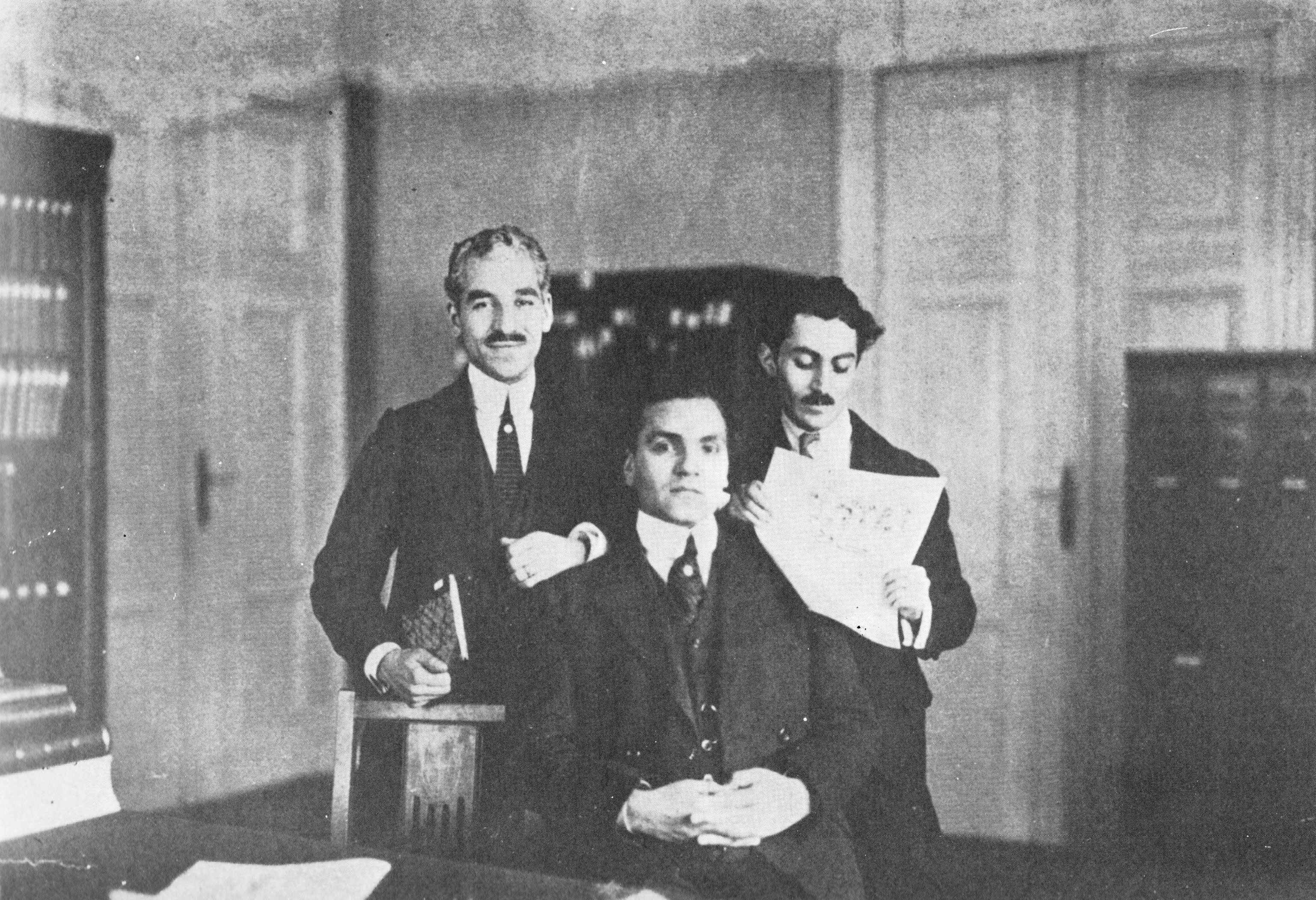
Reza Tarbiat, Hassan Taqizadeh, Mohammad Ali Dschamalzade im Redaktionsbüro von Kaveh (von links)

Dschamālzāde war Sohn eines schiitischen Geistlichen, der sich für politische Reformen, insbesondere für eine konstitutionelle bzw. parlamentarische Monarchie, einsetzte und 1908 hingerichtet wurde. Kurz zuvor ging Mohammad Ali Dschamālzāde 1908 nach Beirut, wo er eine katholische Schule besuchte und nach dem Abitur mit dem Studium der Rechtswissenschaft begann; ab 1910 studierte er in Lyon und Dijon Jura. 1914 hielt er sich in Westiran auf und kämpfte dort als Partisan gegen türkische, englische und russische Truppen. 1915 kam er als Flüchtling nach Deutschland. Mit einer Gruppe iranischer Intellektueller, darunter Seyyed Hassan Taqizadeh, gab er die Zeitschrift Kaveh heraus, die als eine der besten jemals erschienenen Exilzeitungen gilt. Er gründete zusammen mit anderen Exiliranern am 29. Januar 1917 die Deutsch-Persische Gesellschaft e. V. Von 1916 bis 1930 arbeitete er an der Iranischen Botschaft in Berlin, von 1931 bis 1958 am Internationalen Arbeitsamt in Genf.
Dschamālzāde gilt als der Vater der modernen persischen Prosa, da er mit der Veröffentlichung seines ersten Werkes, Yeki Bud Yeki Nabud (entsprechend „Es war einmal, es war einmal nicht“), die Prosaerzählung in die iranische Gegenwartsliteratur einführte. Mit wenigen Ausnahmen (wie zum Beispiel dem Gulistan von Saadi) war die iranische Belletristik von Lyrik bestimmt, Prosa blieb der Fachliteratur (Theologie, Geschichtsschreibung etc.) vorbehalten. Davon setzt sich Dschamālzāde auch dadurch ab, dass er „dem Volk aufs Maul schaut“ und Alltagssprache in den Dialogen seiner Erzählungen verwendet.

## Werke (Auswahl)
- Yeki Bud Yeki Nabud. Berlin 1921. (Es war einmal) Sammlung von 6 Kurzgeschichten.
  - daraus: Eine politische Persönlichkeit. (übers. von Touradj Rahnema) In: die horen 26 (1981), 2, S. 52–61
- Sahraye Mahschar. 1947.
- Talch o-Schirin. 1955. (Bitter und Süß)
- Kohne wa-Nou. 1959. (Alt und Neu)
- Gheir az Choda hitschkas nabud. 1961. (…außer Gott war keiner da (Märchen))
- Aseman o-Risman. 1965.
- Ghessehā-ye kutāh barāye Batschehā-ye rischdār. 1974. (Kurze Märchen für bärtige (erwachsene) Kinder)
- Ghesse-ye mā beh āchar resid. 1979. (Unser Märchen ist nun an seinem Ende angelangt)

(Der Anfang jedes Märchens lautet: Yeki bud o yeki nabud, gheir az Choda hitschkas nabud... – wörtlich: „Einer war da und einer auch nicht, außer Gott war keiner da...“)
Werke in deutscher Übersetzung
- Im Garten des Hâdschis. Persische Erzählungen. Herausgegeben von Touradj Rahnema. Frankfurt: dipa 1993. Diese Sammlung enthält die sechs Erzählungen aus Yeki Bud Yeki Nabud, allerdings z. T. gekürzt.

Werke in englischer Übersetzung
- Once Upon A Time (Yeki Bud Yeki Nabud). Übersetzt von Heshmat Moayyad und Paul Sprachmann. Boulder, Colorado 1985.
- Isfahan Is Half the World: Memories of a Persian Boyhood (Princeton Library of Asian Translations). Princeton, 1986.

Werke in französischer Übersetzung
- Choix de Nouvelles. Traduit par Stella Corbin et Hassan Lofti. Collection Unesco D'Auteurs Contemporains. Société d'Édition Les Belles Lettres. Paris 1959.

Übersetzungen europäischer Werke
- Friedrich Schiller: Wilhelm Tell. Persische Übersetzung. Teheran 1970.

## Bilddokumente

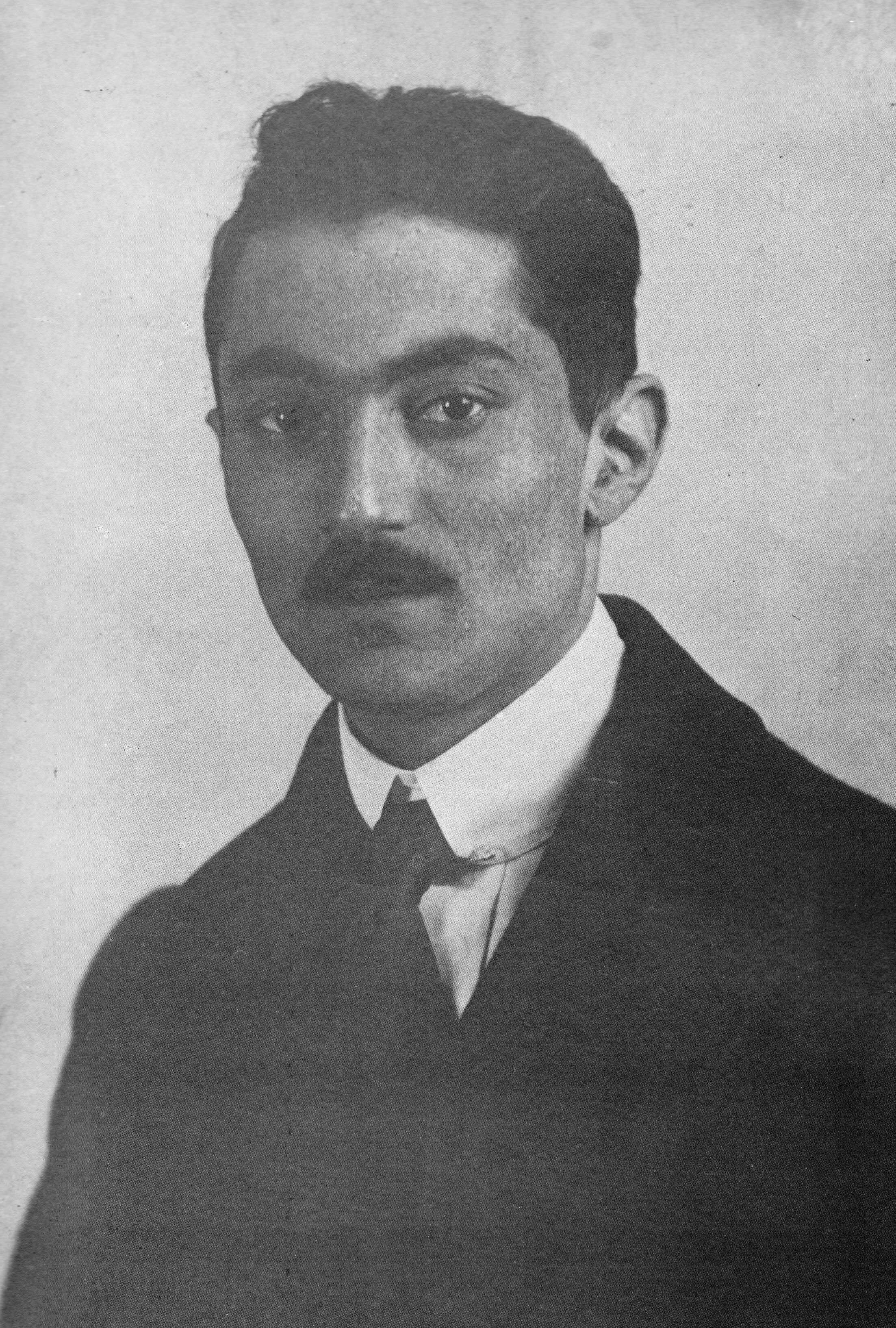
Mohammad Ali Dschamalzade während der Zeit der Zusammenarbeit mit Kaveh in Berlin, 1916
- Kaveh Jahrgang 1, Heft 1–17, Berlin 1916
- Kaveh Jahrgang 2, Heft 18–24, Berlin, 1917
- Kaveh Jahrgang 3, Heft 25–33, Berlin, 1918
- Kaveh Jahrgang 4, Heft 34–35, Berlin, 1919
- Kaveh Jahrgang 5, Heft 1–12, Berlin, 1920
- Kaveh Jahrgang 6, Heft 1–12, Berlin, 1921

| Personendaten    | Personendaten |
| ---------------- | --- |
| NAME             | Dschamalzade, Mohammad Ali |
| ALTERNATIVNAMEN  | Dschamālzāde, Mohammad Ali; Dschamalsadeh, Mohammad Ali; Jamalzade, Mohammad Ali; Djamalzadeh, Mohammad Ali; persisch محمدعلی جمالزاده |
| KURZBESCHREIBUNG | iranischer Autor und Jurist |
| GEBURTSDATUM     | 13. Januar 1892 |
| GEBURTSORT       | Isfahan |
| STERBEDATUM      | 8. November 1997 |
| STERBEORT        | Genf |